# Молодіжний чемпіонат світу з футболу 1991
Молодіжний чемпіонат світу з футболу 1991 року (англ. 1991 FIFA World Youth Championship) — 8-ий розіграш молодіжного чемпіонату світу, що проходив з 14 по 30 червня 1991 року в Португалії. Перемогу здобула збірна Португалії, господарка турніру, яка перемогла у фіналі в серії пенальті Бразилію і таким чином здобула другий поспіль трофей у своїй історії. Найкращим гравцем турніру став португалець Еміліу Пейше, а найкращим бомбардиром із 5 голами був представник СРСР Сергій Щербаков.
Турнір проходив на п'яти стадіонах в п'яти містах: Фару, Брага, Гімарайнш, Порту та Лісабон. Спочатку Нігерія виграла заявку на проведення турніру, але була позбавлена свого права після того, як була визнана винною у підробці віку своїм гравцям.
Північна Корея і Південна Корея вперше у своїй історії виступали у складі об'єднаної команди. В той час як для збірної СРСР, яка стала бронзовим призером, це був останній великий турнір, оскільки країна припинила своє існування вже за кілька місяців.

## Кваліфікація

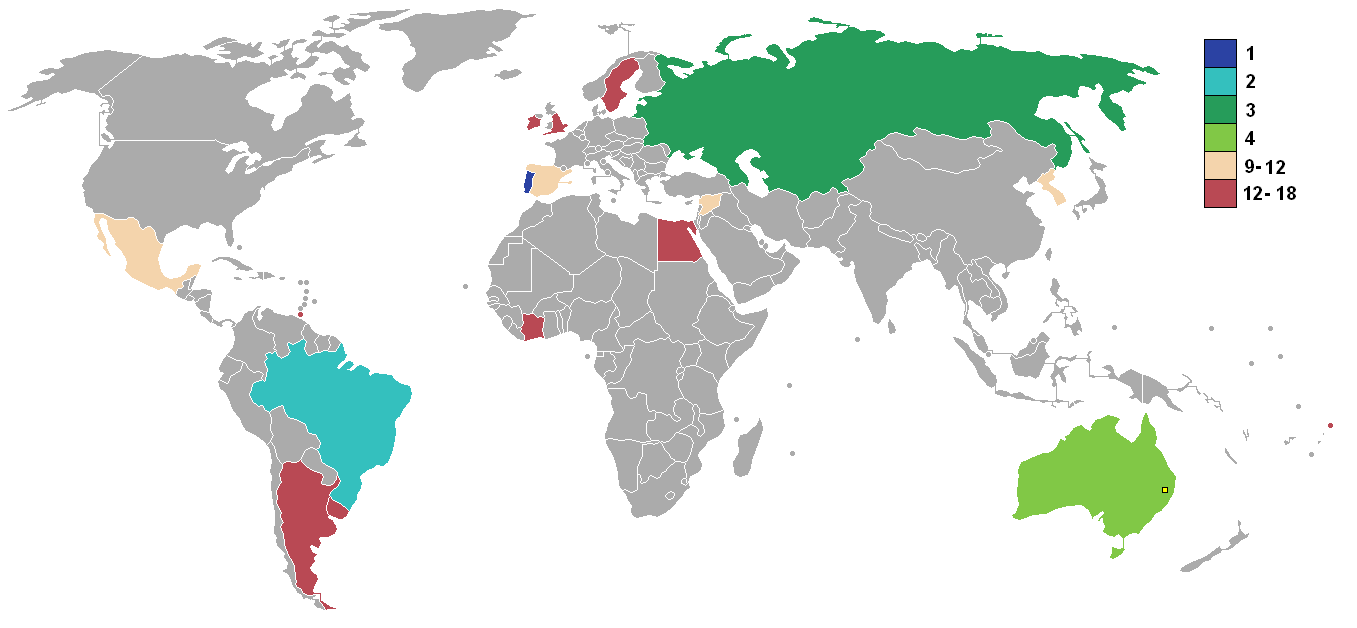
Країни-учасниці молодіжного чемпіонату світу та їх місця на турнірі

Португалія автоматично отримала місце у фінальному турнірі на правах господаря. Решта 15 учасників визначилися за підсумками 6-ти молодіжних турнірів, що проводились кожною Конфедерацією, яка входить до ФІФА.
| Конфедерація | Турнір                                      | Збірні                               |
| ------------ | ------------------------------------------- | ------------------------------------ |
| АФК          | Молодіжний чемпіонат Азії 1990              | Корея Сирія                          |
| КАФ          | Молодіжний чемпіонат Африки 1991            | Кот-д'Івуар Єгипет                   |
| КОНКАКАФ     | Молодіжний чемпіонат КОНКАКАФ 1990          | Мексика Тринідад і Тобаго1           |
| КОНМЕБОЛ     | Молодіжний чемпіонат Південної Америки 1991 | Аргентина Бразилія Уругвай           |
| ОФК          | Молодіжний чемпіонат ОФК 1990               | Австралія                            |
| УЄФА         | Господар                                    | Португалія                           |
| УЄФА         | Юнацький чемпіонат Європи (U-18) 1990       | Англія Ірландія СРСР Іспанія Швеція1 |

1.↑  Дебютант молодіжних чемпіонатів світу.

## Головні арбітри
| Африка - Альхаджі Фає - Мавукпона Хуннак-Куассі - Ідрісса Сарр Азія - Алі Буджсаїм - Кіїтіро Таті - Вей Цзюхун Європа - Гі Гуталс - Бернд Гайнеман - Леслі Ірвайн - Жуан Мартінш Пінту Коррея - Егіль Нервік - П'єрлуїджі Пайретто - Шандор Пуль - Даніель Рудіт - Ришард Вуйцик | Північна, Центральна Америка та Кариби - Рауль Домінгес - Хуан Пабло Ескобар - Роберт Соутелл Південна Америка - Ернесто Філіппі - Франсіско Ламоліна - Енріке Марін Галло - Ренато Марсілья - Альберто Техада Нор'єга Океанія - Джон Макконнелл |

## Стадіони
| Порту                              | Порту Лісабон Брага Гімарайнш ФаруМолодіжний чемпіонат світу з футболу 1991 (Португалія) | Лісабон                          |
| ---------------------------------- | ---------------------------------------------------------------------------------------- | -------------------------------- |
| Даш Анташ Місткість: 55.000        | Порту Лісабон Брага Гімарайнш ФаруМолодіжний чемпіонат світу з футболу 1991 (Португалія) | Да Луж Місткість: 120.000        |
|                                    | Порту Лісабон Брага Гімарайнш ФаруМолодіжний чемпіонат світу з футболу 1991 (Португалія) |                                  |
| Брага                              | Порту Лісабон Брага Гімарайнш ФаруМолодіжний чемпіонат світу з футболу 1991 (Португалія) | Гімарайнш                        |
| Стадіон 1 травня Місткість: 28.000 | Порту Лісабон Брага Гімарайнш ФаруМолодіжний чемпіонат світу з футболу 1991 (Португалія) | Афонсу Енрікеш Місткість: 33.000 |
|                                    | Порту Лісабон Брага Гімарайнш ФаруМолодіжний чемпіонат світу з футболу 1991 (Португалія) |                                  |
| Фару                               | Порту Лісабон Брага Гімарайнш ФаруМолодіжний чемпіонат світу з футболу 1991 (Португалія) |                                  |
| Сан-Луїш Місткість: 15.000         | Порту Лісабон Брага Гімарайнш ФаруМолодіжний чемпіонат світу з футболу 1991 (Португалія) |                                  |
|                                    | Порту Лісабон Брага Гімарайнш ФаруМолодіжний чемпіонат світу з футболу 1991 (Португалія) |                                  |

## Склади
Команди мали подати заявку з 18 гравців (двоє з яких — воротарі).

## Груповий етап
Переможці груп і команди, що зайняли другі місця, проходять в 1/4 фіналу.
| Умовні колірні позначення | Умовні колірні позначення             |
| ------------------------- | ------------------------------------- |
|                           | Команди, що проходять до чвертьфіналу |

### Група A
| Збірна     | О | І | В | Н | П | ГЗ | ГП | РГ | Кваліфікація         |
| ---------- | - | - | - | - | - | -- | -- | -- | -------------------- |
| Португалія | 6 | 3 | 3 | 0 | 0 | 6  | 0  | +6 | Вийшли в чвертьфінал |
| Корея      | 3 | 3 | 1 | 1 | 1 | 2  | 2  | 0  | Вийшли в чвертьфінал |
| Ірландія   | 2 | 3 | 0 | 2 | 1 | 3  | 5  | −2 |                      |
| Аргентина  | 1 | 3 | 0 | 1 | 2 | 2  | 6  | −4 |                      |

| 14 червня 1991 21:00 |

| Португалія           | 2–0      | Ірландія |
| -------------------- | -------- | -------- |
| Пінту 17' Капушу 78' | Протокол |          |

| Даш Анташ, Порту Глядачів: 65,000 Арбітр: П'єрлуїджі Пайретто (Італія) |

| 15 червня 1991 19:00 |

| Аргентина | 0–1      | Корея         |
| --------- | -------- | ------------- |
|           | Протокол | Чо Ін Чол 88' |

| Да Луж, Лісабон Глядачів: 2,000 Арбітр: Ернесто Філіппі (Уругвай) |

| 17 червня 1991 19:00 |

| Ірландія     | 1–1      | Корея       |
| ------------ | -------- | ----------- |
| Маккарті 58' | Протокол | Чой Чол 89' |

| Да Луж, Лісабон Глядачів: 5,500 Арбітр: Роберт Соутелл (Канада) |

| 17 червня 1991 21:30 |

| Португалія                  | 3–0      | Аргентина |
| --------------------------- | -------- | --------- |
| Жіл 56' Торреш 80' Тоні 86' | Протокол |           |

| Да Луж, Лісабон Глядачів: 60,000 Арбітр: Гі Гуталс (Бельгія) |

| 20 червня 1991 19:00 |

| Ірландія             | 2–2      | Аргентина                      |
| -------------------- | -------- | ------------------------------ |
| О'Коннор 9' Бірн 63' | Протокол | Дельгадо 55' Моліна 57' (пен.) |

| Да Луж, Лісабон Глядачів: 38,000 Арбітр: Рауль Домінгес (США) |

| 20 червня 1991 21:30 |

| Португалія | 1–0      | Корея |
| ---------- | -------- | ----- |
| Торреш 42' | Протокол |       |

| Да Луж, Лісабон Глядачів: 38,000 Арбітр: Енріке Марін Галло (Чилі) |

### Група B
| Збірна      | О | І | В | Н | П | ГЗ | ГП | РГ | Кваліфікація         |
| ----------- | - | - | - | - | - | -- | -- | -- | -------------------- |
| Бразилія    | 5 | 3 | 2 | 1 | 0 | 6  | 3  | +3 | Вийшли в чвертьфінал |
| Мексика     | 4 | 3 | 1 | 2 | 0 | 6  | 3  | +3 | Вийшли в чвертьфінал |
| Швеція      | 2 | 3 | 1 | 0 | 2 | 4  | 6  | −2 |                      |
| Кот-д'Івуар | 1 | 3 | 0 | 1 | 2 | 3  | 7  | −4 |                      |

| 15 червня 1991 19:00 |

| Мексика                                    | 3–0      | Швеція |
| ------------------------------------------ | -------- | ------ |
| Ернандес 20' Пінеда 51' Альварес Аркос 64' | Протокол |        |

| Даш Анташ, Порту Глядачів: 2,000 Арбітр: Кіїтіро Таті (Японія) |

| 15 червня 1991 21:30 |

| Бразилія                     | 2–1      | Кот-д'Івуар |
| ---------------------------- | -------- | ----------- |
| Андрей 29' Луїс Фернандо 79' | Протокол | Т'єхі 48'   |

| Даш Анташ, Порту Глядачів: 8,000 Арбітр: Ришард Вуйцик (Польща) |

| 17 червня 1991 19:00 |

| Бразилія                    | 2–2      | Мексика         |
| --------------------------- | -------- | --------------- |
| Нунес 18' Луїс Фернандо 45' | Протокол | Пінеда 57', 67' |

| Даш Анташ, Порту Глядачів: 3,500 Арбітр: Леслі Ірвайн (Північна Ірландія) |

| 18 червня 1991 19:00 |

| Кот-д'Івуар      | 1–4      | Швеція                                  |
| ---------------- | -------- | --------------------------------------- |
| Мамбо 64' (пен.) | Протокол | Редлунд 13' Білд 23', 46' Андерссон 87' |

| Даш Анташ, Порту Глядачів: 1,500 Арбітр: Жуан Мартінш Пінту Коррея (Португалія) |

| 20 червня 1991 19:00 |

| Кот-д'Івуар | 1–1      | Мексика    |
| ----------- | -------- | ---------- |
| Сері 79'    | Протокол | Пінеда 83' |

| Даш Анташ, Порту Глядачів: 4,000 Арбітр: Алі Буджсаїм (ОАЕ) |

| 20 червня 1991 21:30 |

| Бразилія            | 2–0      | Швеція |
| ------------------- | -------- | ------ |
| Нунес 29' Елбер 78' | Протокол |        |

| Даш Анташ, Порту Глядачів: 4,000 Арбітр: П'єрлуїджі Пайретто (Італія) |

### Група C
| Збірна            | О | І | В | Н | П | ГЗ | ГП | РГ  | Кваліфікація         |
| ----------------- | - | - | - | - | - | -- | -- | --- | -------------------- |
| Австралія         | 6 | 3 | 3 | 0 | 0 | 4  | 0  | +4  | Вийшли в чвертьфінал |
| СРСР              | 4 | 3 | 2 | 0 | 1 | 5  | 1  | +4  | Вийшли в чвертьфінал |
| Єгипет            | 2 | 3 | 1 | 0 | 2 | 6  | 2  | +4  |                      |
| Тринідад і Тобаго | 0 | 3 | 0 | 0 | 3 | 0  | 12 | −12 |                      |

| 15 червня 1991 19:30 |

| Тринідад і Тобаго | 0–2      | Австралія        |
| ----------------- | -------- | ---------------- |
|                   | Протокол | Окон 52' Сіл 76' |

| Стадіон 1 травня, Брага Глядачів: 1,720 Арбітр: Альберто Техада Нор'єга (Перу) |

| 16 червня 1991 17:00 |

| Єгипет | 0–1      | СРСР        |
| ------ | -------- | ----------- |
|        | Протокол | Щербаков 6' |

| Афонсу Енрікеш, Гімарайнш Глядачів: 5,680 Арбітр: Хуан Пабло Ескобар (Гватемала) |

| 18 червня 1991 19:30 |

| Тринідад і Тобаго | 0–6      | Єгипет                                                                 |
| ----------------- | -------- | ---------------------------------------------------------------------- |
|                   | Протокол | Хуссейн 8' Садек 24' Ісмаїл 36' Сакр 60' Ель-Шешині 79' Abdel Aziz 82' |

| Стадіон 1 травня, Брага Глядачів: 10,000 Арбітр: Вей Цзюхун (Китай) |

| 18 червня 1991 21:30 |

| Австралія  | 1–0      | СРСР |
| ---------- | -------- | ---- |
| Мелоні 21' | Протокол |      |

| Стадіон 1 травня, Брага Глядачів: 10,000 Арбітр: Бернд Гайнеман (Німеччина) |

| 20 червня 1991 17:00 |

| Австралія      | 1–0      | Єгипет |
| -------------- | -------- | ------ |
| Траяновскі 43' | Протокол |        |

| Афонсу Енрікеш, Гімарайнш Глядачів: 8,800 Арбітр: Франсіско Ламоліна (Аргентина) |

| 20 червня 1991 19:30 |

| Тринідад і Тобаго | 0–4      | СРСР                                                   |
| ----------------- | -------- | ------------------------------------------------------ |
|                   | Протокол | Похлебаєв 9' Коновалов 15' Михайленко 22' Щербаков 35' |

| Афонсу Енрікеш, Гімарайнш Глядачів: 8,800 Арбітр: Ідрісса Сарр (Мавританія) |

### Група D
| Збірна  | О | І | В | Н | П | ГЗ | ГП | РГ | Кваліфікація         |
| ------- | - | - | - | - | - | -- | -- | -- | -------------------- |
| Іспанія | 5 | 3 | 2 | 1 | 0 | 7  | 0  | +7 | Вийшли в чвертьфінал |
| Сирія   | 4 | 3 | 1 | 2 | 0 | 4  | 3  | +1 | Вийшли в чвертьфінал |
| Англія  | 2 | 3 | 0 | 2 | 1 | 3  | 4  | −1 |                      |
| Уругвай | 1 | 3 | 0 | 1 | 2 | 0  | 7  | −7 |                      |

| 15 червня 1991 19:30 |

| Англія | 0–1      | Іспанія  |
| ------ | -------- | -------- |
|        | Протокол | П'єр 84' |

| Сан-Луїш, Фару Глядачів: 11,500 Арбітр: Ренато Марсілья (Brazil) |

| 16 червня 1991 19:00 |

| Сирія       | 1–0      | Уругвай |
| ----------- | -------- | ------- |
| Рамадан 57' | Протокол |         |

| Сан-Луїш, Фару Глядачів: 5,500 Арбітр: Альхаджі Фає (Гамбія) |

| 18 червня 1991 19:00 |

| Іспанія                                                       | 6–0      | Уругвай |
| ------------------------------------------------------------- | -------- | ------- |
| П'єр 10' (пен.), 34' Урсаїс 22', 75', 80' (пен.) Маурісіо 36' | Протокол |         |

| Сан-Луїш, Фару Глядачів: 11,500 Арбітр: Даніель Рудіт (Швейцарія) |

| 18 червня 1991 21:30 |

| Англія                    | 3–3      | Сирія                         |
| ------------------------- | -------- | ----------------------------- |
| Аллен 12' Оуфорд 69', 84' | Протокол | Рамадан 18' Авад 27' Хелу 65' |

| Сан-Луїш, Фару Глядачів: 11,500 Арбітр: Джон Макконнелл (Австралія) |

| 20 червня 1991 19:00 |

| Іспанія | 0–0      | Сирія |
| ------- | -------- | ----- |
|         | Протокол |       |

| Сан-Луїш, Фару Глядачів: 5,000 Арбітр: Леслі Ірвайн (Північна Ірландія) |

| 20 червня 1991 21:30 |

| Англія | 0–0      | Уругвай |
| ------ | -------- | ------- |
|        | Протокол |         |

| Сан-Луїш, Фару Глядачів: 5,000 Арбітр: Шандор Пуль (Угорщина) |

## Плей-оф
|  | Чвертьфінали        | Чвертьфінали          |                     |           | Півфінали   | Півфінали   |  |  | Фінал             | Фінал |
|  |                     |                       |                     |           |             |             |  |  |                   |       |
|  | 22 червня — Лісабон |                       |                     |           |             |             |  |  |                   |       |
|  |                     |                       |                     |           |             |             |  |  |                   |       |
|  | Португалія дч       | 2                     |                     |           |             |             |  |  |                   |       |
|  | Португалія дч       | 2                     | 26 червня — Лісабон |           |             |             |  |  |                   |       |
|  | Мексика             | 1                     |                     |           |             |             |  |  |                   |       |
|  | Мексика             | 1                     | Португалія          | 1         |             |             |  |  |                   |       |
|  | 23 червня — Брага   |                       | Португалія          | 1         |             |             |  |  |                   |       |
|  |                     | Австралія             | 0                   |           |             |             |  |  |                   |       |
|  | Австралія пен.      | Австралія             | 0                   | 1 (5)     |             |             |  |  |                   |       |
|  | Австралія пен.      |                       | 29 червня — Лісабон | 1 (5)     |             |             |  |  |                   |       |
|  | Сирія               | 1 (4)                 |                     |           |             |             |  |  |                   |       |
|  | Сирія               | 1 (4)                 | Португалія пен.     | 0 (4)     |             |             |  |  |                   |       |
|  | 22 червня — Порту   |                       | Португалія пен.     | 0 (4)     |             |             |  |  |                   |       |
|  |                     | Бразилія              | 0 (2)               |           |             |             |  |  |                   |       |
|  | Бразилія            | Бразилія              | 0 (2)               | 5         |             |             |  |  |                   |       |
|  | Бразилія            | 26 червня — Гімарайнш |                     | 5         |             |             |  |  |                   |       |
|  | Корея               | 1                     |                     |           |             |             |  |  |                   |       |
|  | Корея               | 1                     | Бразилія            | 3         | Третє місце | Третє місце |  |  |                   |       |
|  | 23 червня — Фару    |                       | Бразилія            | 3         | Третє місце | Третє місце |  |  |                   |       |
|  |                     | СРСР                  | 0                   |           |             |             |  |  |                   |       |
|  | Іспанія             | СРСР                  | 0                   | 1         | Австралія   | 1 (4)       |  |  |                   |       |
|  | Іспанія             |                       |                     | 1         | Австралія   | 1 (4)       |  |  |                   |       |
|  | СРСР                | 3                     |                     | СРСР пен. | 1 (5)       |             |  |  |                   |       |
|  | СРСР                | 3                     |                     |           | 1 (5)       |             |  |  |                   |       |
|  |                     |                       |                     |           |             |             |  |  | 29 червня — Порту |       |
|  |                     |                       |                     |           |             |             |  |  |                   |       |

### Чвертьфінали
| 22 червня 1991 18:30 |

| Португалія                 | 2–1      | Мексика     |
| -------------------------- | -------- | ----------- |
| Торреш 3' (пен.) Тоні 101' | Протокол | Мендоса 35' |

| Да Луж, Лісабон Глядачів: 90,000 Арбітр: Ришард Вуйцик (Польща) |

| 22 червня 1991 21:30 |

| Бразилія                                     | 5–1      | Корея       |
| -------------------------------------------- | -------- | ----------- |
| Маркіньйос 15' Елбер 41', 67' Джаїр 47', 53' | Протокол | Чой Чол 40' |

| Даш Анташ, Порту Глядачів: 25,000 Арбітр: Гі Гуталс (Бельгія) |

| 23 червня 1991 17:00 |

| Австралія                                        | 1–1      | Сирія                                                    |
| ------------------------------------------------ | -------- | -------------------------------------------------------- |
| Сіл 20'                                          | Протокол | А. Мандо 56'                                             |
|                                                  | Пенальті |                                                          |
| Сіл · Окон · Кіндтнер · Мускат · Бабіч · Стентон | 5–4      | Ф. Мандо · Халіфа · Гаеб · Абдул Разак · Рамадан · Сібай |

| Стадіон 1 травня, Брага Глядачів: 10,000 Арбітр: Ренато Марсілья (Бразилія) |

| 23 червня 1991 21:30 |

| Іспанія    | 1–3      | СРСР                           |
| ---------- | -------- | ------------------------------ |
| Урсаїс 85' | Протокол | Щербаков 35', 64' Мандреко 80' |

| Сан-Луїш, Фару Глядачів: 13,000 Арбітр: Франсіско Ламоліна (Аргентина) |

### Півфінали
| 26 червня 1991 18:30 |

| Бразилія                            | 3–0      | СРСР |
| ----------------------------------- | -------- | ---- |
| Маркіньйос 15' Кастро 18' Елбер 32' | Протокол |      |

| Афонсу Енрікеш, Гімарайнш Глядачів: 22,000 Арбітр: Рауль Домінгес (США) |

| 26 червня 1991 21:30 |

| Португалія    | 1–0      | Австралія |
| ------------- | -------- | --------- |
| Руй Кошта 31' | Протокол |           |

| Да Луж, Лісабон Глядачів: 112,000 Арбітр: Шандор Пуль (Угорщина) |

### Матч за третє місце
| 29 червня 1991 21:30 |

| Австралія                                       | 1–1      | СРСР                                                          |
| ----------------------------------------------- | -------- | ------------------------------------------------------------- |
| Сіл 87'                                         | Протокол | Щербаков 39' (пен.)                                           |
|                                                 | Пенальті |                                                               |
| Сіл · Окон · Коріка · Бабіч · Попович · Стентон | 4–5      | Похлебаєв · Бушманов · Бабаларян · Мамчур · Щербаков · Мінько |

| Даш Анташ, Порту Глядачів: 6,000 Арбітр: Ідрісса Сарр (Мавританія) |

### Фінал
| 30 червня 1991 19:00 |

| Португалія                                    | 0–0      | Бразилія                            |
| --------------------------------------------- | -------- | ----------------------------------- |
|                                               | Протокол |                                     |
|                                               | Пенальті |                                     |
| Жорже Кошта · Фігу · Паулу Торреш · Руй Кошта | 4–2      | Рамон · Елбер · Андрей · Маркіньйос |

| Да Луж, Лісабон Глядачів: 127,000 Арбітр: Франсіско Ламоліна (Аргентина) |

## Чемпіон
| Чемпіони світу U-20 1991 Португалія (2-ий титул) Фернанду Брассард • Жіл Гоміш • Луїш Фігу • Еміліу Пейше • Руй Кошта • Жорже Кошта • Абел Шав'єр • Паулу Торреш • Луїш Мігел • Фернанду Нелсон • Руй Бенту • То Феррейра • Нуну Капушу • Жуан Вієйра Пінту • Туліпа • Сао • Жуан Олівейра Пінту • Тоні • Тренер: Карлуш Кейрош |

## Нагороди
По завершенні турніру були оголошені такі нагороди:
| Золотий бутс    | Золотий м'яч | Нагорода Fair Play |
| --------------- | ------------ | ------------------ |
| Сергій Щербаков | Еміліу Пейше | СРСР               |

## Бомбардири
5 голів
- Сергій Щербаков

4 голи
- Джоване Елбер
- Педро Пінеда
- Ісмаель Урсаїс

3 голи
- Девід Сіл
- Паулу Торреш
- П'єр Луїджі Керубіно

2 голи
| - Джаїр - Луїс Фернандо - Маркіньйос | - Пауло Нунес - Енді Оуфорд - Чой Чол | - Нелсон Гама - Андреас Білд - Мунаф Рамадан |

1 гол
| - Бред Мелоні - Пол Окон - Кріс Траяновскі - Марсело Дельгадо - Роберто Моліна - Кастро - Андрей Фраскареллі - Амір Абдель Азіз - Самі Ель-Шешині - Самір Хуссейн - Самі Абдель Халіл Ісмаїл - Мостафа Садек - Тамер Сакр | - Бредлі Аллен - Браян Бірн - Пол Маккарті - Баррі О'Коннор - Амбруаз Мамбо - Амбруаз Сері - Сільвен Т'єхі - Чо Ін Чоль - Даміан Альварес Аркос - Ектор Ернандес - Бруно Мендоса - Капушу - Руй Кошта | - Жіл Гоміш - Жуан Вієйра Пінту - Сергій Коновалов - Сергій Мандреко - Дмитро Михайленко - Євген Похлебаєв - Хосе Маурісіо Касас - Патрік Андерссон - Джонні Редлунд - Аммар Авад - Абул Латіф Хелу - Абдулла Мандо |

## Підсумкова таблиця
| М                              | Збірна            | І | В | Н | П | ГЗ | ГП | РГ  | О  |
| ------------------------------ | ----------------- | - | - | - | - | -- | -- | --- | -- |
| 1                              | Португалія        | 6 | 5 | 1 | 0 | 9  | 1  | +8  | 11 |
| 2                              | Бразилія          | 6 | 4 | 2 | 0 | 14 | 4  | +10 | 10 |
| 3                              | СРСР              | 6 | 3 | 1 | 2 | 9  | 6  | +3  | 7  |
| 4                              | Австралія         | 6 | 3 | 2 | 1 | 6  | 3  | +3  | 8  |
| Вибули в чвертьфіналі          |                   |   |   |   |   |    |    |     |    |
| 5                              | Іспанія           | 4 | 2 | 1 | 1 | 8  | 3  | +5  | 5  |
| 6                              | Сирія             | 4 | 1 | 3 | 0 | 5  | 4  | +1  | 5  |
| 7                              | Мексика           | 4 | 1 | 2 | 1 | 7  | 5  | +2  | 4  |
| 8                              | Корея             | 4 | 1 | 1 | 2 | 3  | 7  | –4  | 3  |
| Вибули після групового турніру |                   |   |   |   |   |    |    |     |    |
| 9                              | Єгипет            | 3 | 1 | 0 | 2 | 6  | 2  | +4  | 2  |
| 10                             | Швеція            | 3 | 1 | 0 | 2 | 4  | 6  | –2  | 2  |
| 11                             | Англія            | 3 | 0 | 2 | 1 | 3  | 4  | –1  | 2  |
| 12                             | Ірландія          | 3 | 0 | 2 | 1 | 3  | 5  | –2  | 2  |
| 13                             | Кот-д'Івуар       | 3 | 0 | 1 | 2 | 3  | 7  | –4  | 1  |
| 14                             | Аргентина         | 3 | 0 | 1 | 2 | 2  | 6  | –4  | 1  |
| 15                             | Уругвай           | 3 | 0 | 1 | 2 | 0  | 7  | –7  | 1  |
| 16                             | Тринідад і Тобаго | 3 | 0 | 0 | 3 | 0  | 12 | –12 | 0  |